# 横浜市立本宿中学校
横浜市立本宿中学校 (よこはましりつほんじゅくちゅうがっこう、英:Yokohama City Honjuku junior high school) は、神奈川県横浜市旭区の公立中学校である。

## 概要
神奈川県横浜市旭区川島町に位置する公立中学校である。左近山小学校や本宿小学校の卒業生の割合が高い。

## 沿革
- 1980年（昭和55年）
  - 4月3日 - 「横浜市立本宿中学校」が開校。

## 学校行事
- 入学式
- 体育大会
- 1年生校外学習
- 2年生自然教室
- 3年生修学旅行
- 文化発表会
- 卒業証書授与式

## 部活動
文化部→芸術部、自然科学部、吹奏楽部
運動部→（屋外）サッカー部、野球部、陸上競技部、女子ソフトテニス部
```
           （屋内）男子バスケットボール部、女子バスケットボール部、女子バドミントン部、男子バドミントン部、剣道部、柔道部
```

## 委員会活動
学級委員、環境委員、図書委員、放送委員、学校行事運営委員、選挙管理委員

## 通学区域
- 本宿小学校区域の一部、鶴ケ峯小学校区域の一部[1]

## 進学前小学校
- 横浜市立本宿小学校
- 横浜市立鶴ケ峯小学校[1]
- 横浜市立左近山小学校

## 校区内の主な施設
校舎(四階建て)、体育館、ピロティ、グラウンド

## アクセス
1. 相鉄本線二俣川駅で下車。
2. 二俣川駅南口から相鉄バス左近山第5・左近山第6・東戸塚駅西口 行きに乗車。左近山第1で下車し、徒歩5分程度。